# Wiżuny
Wiżuny (lit. Vyžuonos) – miasteczko na Litwie, położone w okręgu uciańskim w rejonie uciańskim, siedziba starostwa Wiżuny, 13 km na północ od Uciany, 581 mieszkańców (2001). 
Znajduje się tu kościół katolicki z XV wieku, szkoła podstawowa, poczta, ambulatorium, synagoga, biblioteka, ośrodek kultury i pomnik Witolda Kiejstutowicza. 
Podczas okupacji hitlerowskiej, 26 czerwca 1941 roku Litwini utworzyli getto dla żydowskich mieszkańców. Przebywało w nim około 500 osób. 7 sierpnia 1941 roku zlikwidowano getto, a Żydów zamordowano w lesie Raše. Sprawcami zbrodni byli żołnierze z Einsatzkommando 3, oraz litewskie służby bezpieczeństwa.  
Od 2005 roku miejscowość posiada własny herb nadany dekretem Prezydenta Republiki Litewskiej.